# Lawinepiep

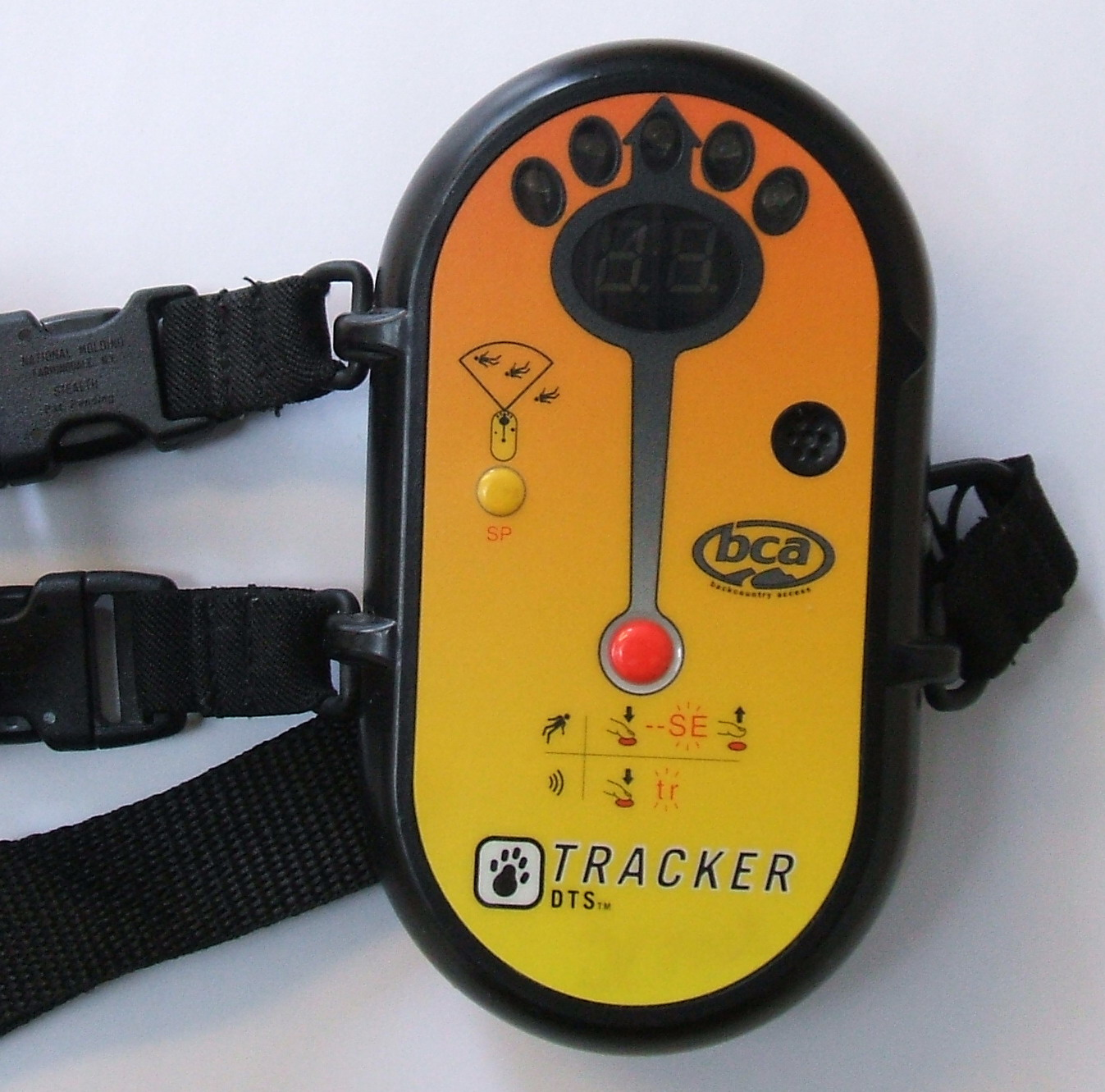
Lawinepiep

Een lawinepiep of lawinepieper is een radiozender en -ontvanger die wordt gebruikt om mensen op te sporen die onder een lawine zijn geraakt. In de volksmond worden ze ook (lawine)bieper, Pieps of ARVA genoemd. De laatste twee hiervan zijn merknamen. De lawinepiep zendt een frequentie van 457 kHz uit. Sommige oude modellen hebben nog een dubbele frequentie.
De lawinepiep wordt op het lichaam gedragen, onder de kleren. Samen met een sneeuwschep en een sneeuwsonde behoort de lawinepiep tot de veiligheidsuitrusting die door tourskiërs wordt gebruikt.
De lawinepiep wordt vaak verward met een RECCO-reflector, een klein plaatje dat in veel skikleding en skischoenen is verwerkt. Een RECCO-reflector is echter geen lawinepiep en zendt zelf geen signalen uit. Om een RECCO-reflector te detecteren heeft men een stuk geavanceerdere toestellen nodig die enkel in skigebieden beschikbaar zijn bij het personeel van het skigebied. Bij het tourskiën is RECCO dus weinig (of niet) nuttig.

## Ontwikkeling
Het doel van het gebruik van lawinepiepers is bedolven personen zo snel mogelijk op te sporen, omdat de kans op overleving na 15 minuten drastisch vermindert. De toestellen werden daarom ontwikkeld om bij een ongeval mensen sneller en nauwkeuriger te lokaliseren.
Aanvankelijk werden analoge apparaten met één antenne gebruikt die signalen uitzenden die variëren van pieps met een luid en duidelijk hoorbaar signaal tot een visuele afstand aanduiding. Later kwamen apparaten met twee antennes en een scherm op de markt, die niet alleen met een visuele of hoorbare toon de afstand aangeven, maar ook de richting (langs een veldlijn) waar het slachtoffer zich bevindt. 
Bij de nieuwste generatie digitale 3-antenne-apparaten van bijvoorbeeld Pieps DSP, Mammut Pulse, ORTOVOX S1 is de akoestische informatie slechts aanvullende informatie. De essentiële informatie: de afstand tot het slachtoffer en de richting, wordt op een display weergegeven. 
Cruciaal voor een snelle zoekactie blijft het veelvuldig oefenen van de reddingsprocedure om de correcte bediening van de lawinepiep en het fijnzoeken goed te beheersen.

## Fabrikanten en types
- Ortovox - S1+
- Black Diamond - Pieps DSP
- Backcountry Access - Tracker DTS, Tracker2, Tracker3
- Mammut - Barryvox Element en Barryvox Pulse
- Nic-Impex - ARVA Neo

## Ongeluk prins Friso
Tijdens zijn skivakantie in 2012 kwam prins Friso onder een lawine terecht, dat gebeurde in Lech. Reddingswerkers konden Friso na 25 minuten uitgraven omdat hij een lawinepiep had meegenomen.